# مطخوس وبارينوب

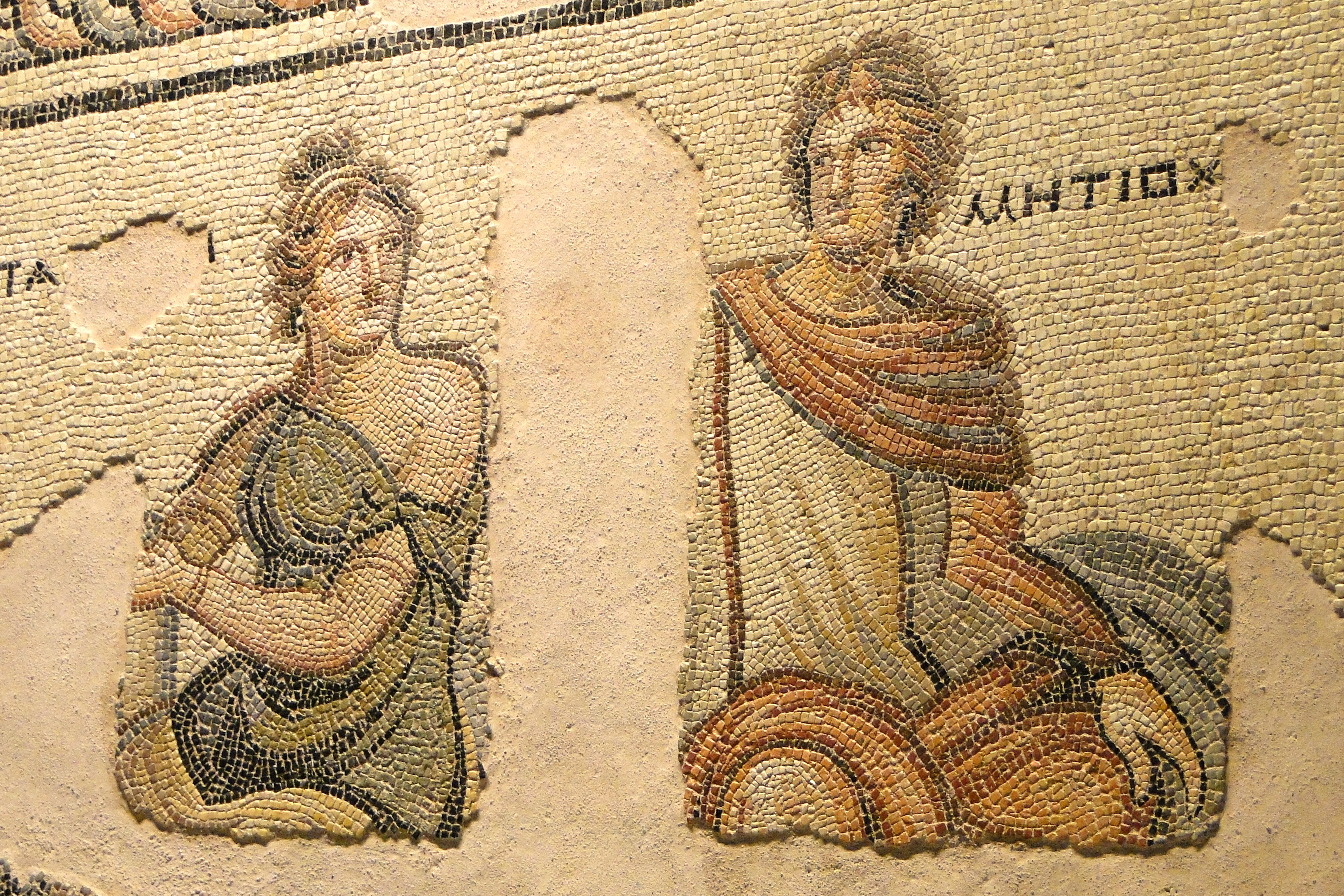
ميتيوخوس وبارثينوب في فسيفساء عُثر عليها في زيوغما

مطخوس وبارينوب (باليونانية: Μητίοχος καὶ Παρθενόπη، Mētiokhos kai Parthenopē) هي رواية يونانية قديمة [الإنجليزية]، أصبحت أيضًا، في ترجمة الشاعر أبو القاسم حسن من القرن الحادي عشر، الملحمة الرومانسية الفارسية "فاميق وعذراء" (تُرجمَت للعربية باسم الوامق والعذراء)، والأساس لمجموعة واسعة من القصص حول "الحبيب والعذراء" في الثقافات الإسلامية في العصور الوسطى والحديثة.

## النص اليوناني
تتشابه رواية مطخوس وبارينوب في أسلوبها مع رواية شاريتون [الإنجليزية] شريوش وقلري [الإنجليزية]، التي تعود إلى الفترة بين القرن الأول قبل الميلاد والقرن الأول الميلادي، ولذا يُفترض أنها قديمة بنفس القدر، مما يجعلها واحدة من أولى الروايات النثرية في التقليد الأدبي الغربي. لم يبقَ من النص إلا أجزاء صغيرة من ورق البردي من مصر، ولكن الإشارات في الأدب اليوناني في العصر الروماني، مثل فسيفساء الشام تعود إلى حوالي عام 200 تصور أبطال القصة، وأخرى من زيوغما [الإنجليزية]، تُظهر أهمية القصة المستمرة خلال العصر الروماني.
استنادًا إلى المصادر الباقية، أعاد هاج وأوتان بناء القصة التالية (تشير القصة إلى شخصيات تاريخية، لكنها غير متزامنة وخيالية بشكل أساسي.): مطخوس هو الابن الأكبر لملتيادس. ومع ذلك، فإن زوجة أبيه خلسبيل تتآمر ضده لصالح أطفالها. وهكذا، هرب برفقة صديقه ثوفانيس من منزله (على جزيرة خيرسونيس التراقية (جاليبولي) )، باحثًا عن بلاط قريبه البعيد بوليكراتس في ساموس. هناك يلتقي ابنة بلقريس بارينوب في معبد هيرا. ووقع الاثنان في الحب على الفور. يدعو بلقريس قريبه مطخوس إلى ندوة، ويتناقشنا حول الحب، إن هذا الحدث هو الجزء الرئيس الباقي من النص اليوناني.

## النص الفارسي
لعدة قرون، كان من المعروف أن أبا القاسم حسن قد ألف قصيدة تسمى فاميق والعذراء، ولكن كان يُعتقد أنها ضاعت. وفي خمسينيات القرن العشرين، تمكن الباحث الباكستاني محمد شفيع من التعرف على أجزاء من النص في غلاف مخطوطة لاهوتية صدرت في هرات عام 526 هـ (1132 م)، وكشفت عن 380 بيتًا شعريًا من القصيدة. تم اقتباس 151 بيتًا آخر في الأعمال المعجمية الفارسية، وقد يكون بعضها أو كلها مأخوذة من هذه القصيدة.
فاميق تعني "الحبيب" وعذراء تعني "عذراء" في اللغة العربية (وهو ما يتوافق مع دلالات العذرية في اسم بارينوب ، من الكلمة اليونانية بارثينوس "فتاة صغيرة، عذراء")، ولكن العديد من الأسماء الأخرى في نص أبو القاسم حسن منقولة من اليونانية، مما يدل على اشتقاقها من مطخوس وبارينوب ، ربما عبر ترجمة عربية. في القرن العاشر، سجل ابن النديم أن سهل بن هارون (ت. 830 م)، سكرتير الخليفة المأمون في بغداد، ألف كتابًا عربيًّا يحمل نفس العنوان. ولابد أن يكون هذا مستمدًا من النص اليوناني، سواء عن طريق الترجمة المباشرة أو من خلال وسيط وربما حتى من خلال ترجمة فارسية سابقة، ولكنه مفقود الآن. وفي الوقت نفسه، ادعى البيروني (ت. 1051) أنه ترجم عملًا عربيًّا يحمل هذا الاسم إلى اللغة الفارسية ومن ثم، ربما كان نص البيروني هو المصدر لقصيدة أبي القاسم حسن.
بحلول القرن الخامس عشر، أصبح اسم "فاميق وعذراء" من الأسماء المشهورة للعشاق في العالم الفارسي، وانتشرت عدد كبير من القصص عن "الحبيب والعذراء" في الأدب الإسلامي.

## الطبعات والترجمات
- توماس هاج وبو أوتاس، العذراء وحبيبها: شذرات من رواية يونانية قديمة وقصيدة ملحمية فارسية ، دراسات بريل في الآداب الشرق أوسطية، 30 (ليدن: بريل، 2003)